# Модерна архитектура у Србији
Шаблон:Архитектура Србије Модерна архитектура у Србији обухвата архитектонско стваралаштво и правце на територији Србије током 20. века, од његових почетака инспирисаних сецесијом и раним модернистичким идејама, преко развијеног међуратног модернизма, до социјалистичког модернизма и брутализма у периоду након Другог светског рата, закључно са појавом постмодернистичких тенденција око 1980-их година. Овај период карактерише напуштање историцистичких стилова XIX века, прихватање функционализма, употреба нових материјала (бетон, челик, стакло), тежња ка једноставним геометријским формама и стварање архитектуре која одговара потребама савременог друштва.

## Уводни утицаји и рана модерна (почетак XX века)
Крајем XIX и почетком XX века, у српској архитектури се, поред доминантног историцизма и академизма, јављају и први утицаји нових стилова који најављују модерну.

### Сецесијакао претеча
Сецесија (Ар нуво) у Србији траје релативно кратко, од почетка XX века до Првог светског рата. Карактерише је употреба таласастих линија, флоралних и геометријских орнамената, као и нових материјала попут гвожђа и стакла у декорацији. Значајни архитекти овог периода који су стварали у духу сецесије или су били под њеним утицајем су Бранко Таназевић (нпр. Стара телефонска централа у Београду, Дом Вукове задужбине), Никола Несторовић (нпр. Београдска задруга, заједно са Андром Стевановићем, која има и елементе академизма). Елементи ар декоа јављају се касније, посебно у међуратном периоду (нпр. зграда Трговачке коморе у Новом Саду).

### Први продори модернистичких идеја
И пре Првог светског рата, поједини архитекти почињу да се ослобађају пренаглашене декорације и теже једноставнијим формама, наговештавајући принципе модерне архитектуре. Ови рани покушаји су често били спорадични и мешали су се са традиционалнијим приступима.

## Међуратна модерна архитектура (1918–1941)
Период између два светска рата представља "златно доба" српске модерне архитектуре. Београд, као престоница новостворене Краљевине Југославије, доживљава интензивну изградњу, а млада генерација архитеката, школована у европским центрима, доноси нове идеје.
- Утицаји Баухауса и Интернационалног стила: Прихватају се принципи функционализма, употреба армираног бетона, челика и стакла, равни кровови, велики прозорски отвори, одсуство орнамената. Нагласак је на чистоти форме и функцији објекта.
- Значајни архитекти и дела:
  - Никола Добровић: Један од најзначајнијих промотера модерне, пројектовао је низ вила и јавних објеката (нпр. комплекс Генералштаба у Београду, реализован касније, али заснован на његовим међуратним идејама).
  - Драгиша Брашован: Аутор значајних дела у духу модернизма и ар декоа (нпр. Зграда Команде Ратног ваздухопловства у Земуну, Државна штампарија у Београду, Хотел "Авала").
  - Милан Злоковић: Професор и архитекта, пионир модерне (нпр. Дечја клиника у Београду, Вила Штернић).
  - Бранислав Којић: Залагао се за спој модерних принципа и елемената народне архитектуре.
  - Петар и Бранко Крстић: Аутори значајних јавних и стамбених објеката (нпр. Палата Игуманова, Црква Светог Марка у Београду – која је пример националног стила са модерним елементима).
  - Момир Коруновић: Иако познат по националном стилу са експресионистичким одликама, у неким својим каснијим радовима показује утицаје модерне.
- Ар деко утицаји: Поред чистих модернистичких форми, у међуратном периоду су присутни и утицаји ар декоа, посебно у декорацији фасада и ентеријера.

## Архитектура након Другог светског рата (1945 – око 1980)
После Другог светског рата, у периоду социјалистичке Југославије, архитектура је имала важну улогу у обнови и изградњи земље.
- Период обнове и социјалистичког реализма (1945 – почетак 1950-их): Непосредно након рата, краткотрајно доминира утицај социјалистичког реализма, али овај стил није оставио дубљег трага у српској архитектури.
- Социјалистички модернизам (од 1950-их до 1980-их): Након раскида са Информбироом, југословенска, па и српска архитектура се окреће принципима Интернационалног стила и модернизма. Карактерише га масовна изградња стамбених насеља (Нови Београд је највећи пројекат), јавних зграда (управе, школе, болнице, домови културе), индустријских објеката и инфраструктуре.
- Брутализам (1960-е и 1970-е): Стил који наглашава видљиву конструкцију и употребу "сировог" бетона (béton brut). Значајни примери брутализма налазе се у Београду (нпр. Кула Генекс, неки стамбени блокови на Новом Београду).
- Значајни архитекти и дела овог периода: Поред већ поменутих који су наставили рад (Никола Добровић), истичу се Михајло Митровић (Западна капија Београда), Иван Антић и Иванка Распоповић (Музеј савремене уметности на Ушћу, Спомен-музеј "21. октобар" у Крагујевцу), Станко Клиска, Угљеша Богуновић, Богдан Богдановић (аутор бројних меморијалних споменика широм Југославије), Милорад Пантовић (хале Београдског сајма).

## Карактеристике модерне архитектуре у Србији
Модерну архитектуру у Србији, у различитим њеним фазама, одликују:
- Функционалност и рационалност у пројектовању.
- Употреба нових материјала и конструкција (армирани бетон, челик, стакло).
- Тежња ка једноставним геометријским формама и "чистим" волуменима.
- Одсуство или редукција орнамента.
- Фокус на решавању социјалних проблема кроз архитектуру (нпр. масовна стамбена изградња).
- Урбанистичко планирање великих размера (нпр. Нови Београд).

## Обнова српско-византијског стила у модерној архитектури
Паралелно са доминацијом модернистичких праваца, у српској архитектури XX века постојала је и тежња ка обнови и реинтерпретацији националног средњовековног градитељског наслеђа, позната као модерни српско-византијски стил или национални стил. Овај правац је био посебно изражен у сакралној архитектури, али и у неким јавним зградама. Најмонументалнији пример је Храм Светог Саве у Београду, чија је изградња започета у међуратном периоду, а настављена и завршена крајем XX и почетком XXI века.

## Значај и наслеђе
Модерна архитектура у Србији оставила је значајан и разноврстан градитељски фонд који сведочи о друштвеним, културним и технолошким променама током XX века. Многи објекти из овог периода данас представљају важна културна добра и предмете стручних истраживања и заштите. Наслеђе модерне архитектуре у Србији је део ширег европског и светског модернистичког покрета.